# Granietuil
De granietuil (Lycophotia porphyrea) is een nachtvlinder uit de familie van de uilen, de Noctuidae. De voorvleugellengte bedraagt tussen de 12 en 15 millimeter. De soort komt verspreid over Europa voor. Hij overwintert als rups.

## Waardplanten
De granietuil heeft als waardplanten struikhei en dophei.

## Voorkomen in Nederland en België
De granietuil is in Nederland en België een algemene soort in de heidegebieden. De vlinder kent één generatie die vliegt van eind mei tot halverwege augustus.